# Juvenal Juvêncio
 (mars 2019).
Si vous disposez d'ouvrages ou d'articles de référence ou si vous connaissez des sites web de qualité traitant du thème abordé ici, merci de compléter l'article en donnant les références utiles à sa vérifiabilité et en les liant à la section « Notes et références ».
Juvenal Juvêncio (25 février 1934 à Santa Rosa de Viterbo dans l'État de São Paulo - 9 décembre 2015) est un homme d'affaires et dirigeant sportif brésilien.

## Biographie
Juvenal Juvêncio est président du São Paulo Futebol Clube de 1988 à 1990. En 2003, il est nommé directeur du club, puis redevient son président de 2006 à 2014. En 2014, il pousse la nomination de Carlos Miguel Aidar pour le remplacer à la présidence du São Paulo F.C.. Ce dernier reprend son poste et formule des critiques publiquement sur la gouvernance du club sous l'ère Juvêncio. Une guerre intestinale s'ensuit dans laquelle Juvênico demande la démission d'Aidar. Lors d'une interview sur la chaîne Fox Sports Radio où il est invité pour s'exprimer sur le sujet, Juvenal Juvêncio vomit accidentellement devant les antennes.
Il décède le 9 décembre 2015 des suites d'un cancer de la prostate,.